# شویینگرس
شویینگرس (به آلمانی: Schweiggers) یک منطقهٔ مسکونی در اتریش است که در ناحیه تسوتل واقع شده‌است. شویینگرس ۵۸٫۶۵ کیلومتر مربع مساحت دارد ۶۳۳ متر بالاتر از سطح دریا واقع شده‌است.